# Die Todesengel des Kung Fu
Die Todesengel des Kung Fu (Originaltitel chinesisch 俏探女嬌娃 / 俏探女娇娃, Pinyin Qiàotàn nǚ jiāowá, internationaler Titel englisch Deadly Angels) ist ein Martial-Arts-Film aus dem Jahr 1977 und entstand als Kooperation Hongkongs und Südkoreas.

## Handlung
In Fernost wickelt eine kriminelle Organisation illegalen Diamantenschmuggel über junge Frauen und Mädchen ab, die nach der erfolgreichen Übergabe getötet werden. Daher werden die drei Agentinnen Yang Chi-Hsin, Lu Pin und Kao Chen-Chen beauftragt, die Bande von innen heraus zu infiltrieren. Scotland Yard beteiligt sich ebenfalls an der Operation durch die Abgesandte Miss Eve.
Im Folgenden durchleben die Frauen immer wieder handgreifliche, brutale Konfrontationen mit Bandenmitgliedern. Um sich gegen ihre Widersacher besser zur Wehr setzen zu können, erhalten die Agentinnen zahlreiche Gadgets, die ihnen im Kampf einen Vorteil beschaffen. So wird aus High Heels, einem Zopfgummi und Ohrringen eine explosive Zwille konstruiert. So meistern die überwiegend auf sich allein gestellten Agentinnen Yang Chi-Hsin, Lu Pin und Kao Chen-Chen die Lage.
Gegen Ende erhalten sie kämpferische Unterstützung von Miss Eve, die sich durch das Fenster der gegnerischen Basis katapultiert, um anschließend sämtliche Gegner mit einem mobilen Raketenwerfer zu bombardieren. Schlussendlich können die Damen in der finalen Schlacht die Oberhand gewinnen und die Bande zerschlagen.

## Hintergrund
In Hongkong erschien der Film am 31. März 1977, in Südkorea erfolgte die Erstausstrahlung wenige Wochen später am 21. April 1977. In der Bundesrepublik Deutschland erschien er erstmalig am 21. Juli 1978. In den Vereinigten Staaten wurde er erst im September 1979 veröffentlicht. Weltweit wurden lediglich gekürzte VHS-Kassetten vertrieben, ehe mit der Veröffentlichung auf Blu-ray Disc eine ungeschnittene und restaurierte Fassung von Shamrock Media erschien.
Weitere Titel, unter denen der Film erschien oder in Deutschland vertrieben wurde, waren Deadly Angels (auch als Langtitel Deadly Angels – Die Todesengel des Kung Fu), Karateschule der Töterinnen, Rambo Police Women oder Women Detectives.

## Rezeption
„Ein langatmiger, extrem gewalttätiger Actionfilm von kaum zu überbietender Brutalität. – Wir raten ab.“

Splattertrash meint, Regisseur Pao Hsueh-Li „inszeniert die Geschehnisse dann erstaunlich ausgereift und präsentiert reihenweise tolle Aufnahmen und Einstellungen“. Die Kameraeinstellungen werden gelobt, wodurch „Dynamik und Abwechslung“ in die Handlung einfließen. Lediglich das letzte Drittel des Films hebe sich durch eine ruppige Inszenierung davon ab. Die gezeigten Kämpfe werden als ordentlich, aber unspektakulär bewertet.
Aufgrund zu weniger Bewertungen hat der Film weder im Audience Score, der Zuschauerwertung auf Rotten Tomatoes, noch in der Kritikerbewertung eine Filmwertung erhalten. In der Internet Movie Database hat der Film bei über 100 Stimmenabgaben eine Wertung von 5,4 von 10,0 möglichen Sternen.